# Torneo Interbritannico 1900
Il Torneo Interbritannico 1900 fu la diciassettesima edizione del torneo di calcio conteso tra le Home Nations dell'arcipelago britannico. Il torneo fu vinto dalla nazionale scozzese. 

## Risultati
| Data             | Luogo     | Squadra 1 | Risultato | Squadra 2   |
| ---------------- | --------- | --------- | --------- | ----------- |
| 3 febbraio 1900  | Aberdeen  | Scozia    | 5 - 2     | Galles      |
| 24 febbraio 1900 | Llandudno | Galles    | 2 - 0     | Irlanda     |
| 3 marzo 1900     | Belfast   | Irlanda   | 0 - 3     | Scozia      |
| 17 marzo 1900    | Dublino   | Irlanda   | 0 - 2     | Inghilterra |
| 26 marzo 1900    | Cardiff   | Galles    | 1 - 1     | Inghilterra |
| 7 aprile 1900    | Glasgow   | Scozia    | 4 - 1     | Inghilterra |

## Classifica
| Pos | Squadra     | Pti | G | V | N | P | GF | GS |
| --- | ----------- | --- | - | - | - | - | -- | -- |
| 1   | Scozia      | 6   | 3 | 3 | 0 | 0 | 12 | 3  |
| 2   | Galles      | 3   | 3 | 1 | 1 | 1 | 5  | 6  |
| 2   | Inghilterra | 3   | 3 | 1 | 1 | 1 | 4  | 5  |
| 4   | Irlanda     | 0   | 3 | 0 | 0 | 3 | 0  | 7  |

## Vincitore
| Campione 1900 Scozia |